# 柿生球针壳
柿生球针壳（学名：Phyllactinia kakicola）是属于白粉菌目白粉菌科球针壳属的一种真菌，寄生在柿树科植物上。该种分布于中国、日本。